# فرانك برادي
فرانك برادي (بالإنجليزية: Frank Brady)‏ هو صحفي أمريكي، ولد في 15 مارس 1934 في بروكلين في الولايات المتحدة.

## وصلات خارجية
- فرانك برادي على موقع الاتحاد الدولي للشطرنج (الإنجليزية)
- فرانك برادي على موقع مباريات الشطرنج (الإنجليزية)
- فرانك برادي على موقع 365Chess.com (الإنجليزية)
- فرانك برادي على موقع Chesstempo.com (الإنجليزية)
- فرانك برادي على موقع الاتحاد الأمريكي للشطرنج (الإنجليزية)